# Centralafrikanska befrielserörelsen för rättvisa
Centralafrikanska befrielserörelsen för rättvisa, le Mouvement des Libérateurs Centrafricains pour la Justice (MLCJ) är en rebellgrupp i Centralafrikanska republiken, bildad i augusti 2008 av Abakor Sabone och andra avhoppare från Förenade demokratiska samlingsstyrkorna (UFDR).
I december samma år skrev MLCJ och flera andra motståndsrörelser under ett fredsavtal med regeringsföreträdare i landet. I februari 2009 anklagade dock Sabone president François Bozizé för att ha brutit avtalet. Senare samma månad tog MLCJ och deras allierade i FDPC åter till väpnad kamp mot regeringsstyrkor i staden Batangafo.
Stridigheterna har fortsatt sedan dess och den 19 juli 2010 angrep man en militärbas i Birao, i landets nordöstra hörn.